# 迪布羅瓦 (沃伊尼利夫市鎮)
49°11′17″N 24°27′34″E / 49.18806°N 24.45944°E
迪布羅瓦（烏克蘭語：Діброва），是烏克蘭的村落，位於該國西部伊萬諾-弗蘭科夫斯克州，由卡盧什區沃伊尼利夫市镇負責管轄，面積9.87平方公里，2001年人口178，人口密度每平方公里18人。